# Flygprestanda
Flygprestanda AB (OACI: FPA) est une entreprise suédoise d'aviation spécialisée dans le support des calculs de décollage et d'atterrissage. Cela est en partie réalisé via leur logiciel "Guru", alimenté par une base de données aéroportuaire dérivée en partie des publications d'information aéronautique nationales, et des NOTAMS. En janvier 2011, la base de données couvre plus de 6000 aéroports.  
Un de leurs autres services principaux est la création de manuels de performance de route, qui traitent de l'efficacité des opérations aériennes. Flygprestanda était présent lors de la conférence 2008 de la Middle East Business Aviation Association, présentant leur logiciel "Guru", et de nouveau en 2010, en se concentrant sur un nouveau produit appelé FOCS, traitant de la planification des vols, de la recherche d'itinéraires et des services de dépôt de plans de vol pour le contrôle aérien. L'entreprise est certifiée ISO 9001, et possède un bureau secondaire aux États-Unis.